# Rafinesque-Langohr
Das Rafinesque-Langohr (Corynorhinus rafinesquii) ist eine Fledermausart aus der Familie der Glattnasen (Vespertilionidae), die in Nordamerika beheimatet ist. Die Art ist nach dem französischen Naturforscher Constantine S. Rafinesque-Schmaltz benannt. Ein Synonym für die Art ist Plecotus rafinesquii, jedoch ist die Gattung Plecotus (Langohrfledermäuse) nur in der Paläarktis zu finden.

## Beschreibung
Die Gesamtlänge des Rafinesque-Langohrs beträgt 80–110 mm, die Ohren sind 27–37 mm, der Unterarm ist 38,8–43,5 mm lang, das Gewicht beträgt 7,9–9,5 g bei Männchen und 7,9–13,6 g bei Weibchen. Das Rafinesque-Langohr unterscheidet sich vom Townsend-Langohr (Corynorhinus townsendii) und dem Mexikanischen Langohr (C. mexicanus) durch die zweifarbigen Haare mit einer dunklen Basis und einer fast weißen Spitze. Zudem überlappt sich die Art in ihrem Verbreitungsgebiet nicht mit anderen Vertretern dieser Gattung, mit Ausnahme der Appalachen, in denen das Rafinesque-Langohr zusammen mit dem Townsend-Langohr vorkommt.

## Lebensweise
Das Rafinesque-Langohr ist wie die meisten Fledermäuse nachtaktiv und ernährt sich von Insekten, darunter 90 % Nachtfalter. Tagsüber findet man die Tiere in Kolonien in Gebäuden und andere durch Menschen geschaffene Strukturen sowie in Höhlen und hohlen Bäumen. Die Gruppen erreichen dabei eine Größe von über 100 Individuen, wobei jene im Norden größer sind als im Süden. Das Rafinesque-Langohr findet man an seinem Hangplatz oft zusammen mit der Östlichen Amerikanische Zwergfledermaus (Perimyotis subflavus), im südlichen Verbreitungsgebiet manchmal auch mit Myotis austroriparius und im Norden in Höhlen, in denen auch das Townsend-Langohr lebt. Seltener findet man die Art zusammen mit dem Grauen Mausohr (M. grisescens), M. leibii, M. sodalis, der Kleinen Braunen Fledermaus (Myotis lucifugus) und der Großen Braunen Fledermaus. Während des Winterschlafs rollen die Tiere ihre charakteristischen langen Ohren so zusammen, so dass diese zwischen dem Kopf und den gefalteten Flügeln sitzen.

## Fortpflanzung
Das Rafinesque-Langohr verpaart sich im Herbst und bringt im Mai oder Juni jeweils ein einzelnes Jungtier mit einem Gewicht von 2,3 bis 2,6 g zur Welt. Neugeborene sind haarlos; das erste Fell wächst nach einigen Tagen und ist dunkler als das ausgewachsener Tiere. Nach der Geburt hängen sich die Jungen an die Zitzen der Mutter und werden bis zu einem Alter von etwa drei Wochen herumgetragen. Danach beginnen die Tiere erste Flugversuche und sind kurz darauf selbständig. Nach einem Monat wiegen die Jungen bereits so viel wie ein ausgewachsenes Tier. Nach drei Monaten wechseln die Jungen das Fell und sind danach äußerlich von den anderen Tieren nur noch durch die offenen Epiphysen zu unterscheiden. Das Rafinesque-Langohr kann über zehn Jahre alt werden.

## Verbreitung und Lebensraum
Das Rafinesque-Langohr kommt von der Ostküste der Vereinigten Staaten bis nach Osttexas vor. Sein Bestand wird von der IUCN als ungefährdet eingestuft.